# Death
Pour les articles homonymes, voir Death (homonymie).
Pour le groupe de protopunk homonyme, voir Death (groupe de protopunk).
Death est un groupe de death metal américain, originaire d'Orlando, en Floride. Fondé en 1983, le groupe est l'un des pionniers du genre. Le premier album du groupe, Scream Bloody Gore, est considéré comme le premier album de death metal, bien que, Chuck Schuldiner, leader du groupe, ne soit pas considéré comme le créateur du metal extrême,.
Schuldiner incarnait le groupe et n'hésitait pas à modifier sa composition pour l'adapter à ses désirs musicaux. Les membres de Death n'ont donc que très rarement joué sur plusieurs albums et aucun n'a joué sur plus de deux, à l'exception du batteur Gene Hoglan, qui jouera sur Individual Thought Patterns et Symbolic, et du bassiste Steve DiGiorgio, qui lui jouera sur les albums Human et Individual Thought Patterns (bien que crédité sur deux albums, le bassiste Terry Butler ne joue pas sur l'album Leprosy, les parties de basse ayant été enregistrées et composées par Schuldiner) . La mort de Schuldiner, le 13 décembre 2001, des suites d'une tumeur au cerveau, met un terme définitif aux carrières de Death et de son projet parallèle, Control Denied.

## Historique

### Débuts (1983–1987)
Fondé en 1983 par Chuck Schuldiner initialement sous le nom de Mantas, à Orlando, en Floride,. Death est l'un des groupes les plus connus de la scène death metal, en parallèle au groupe californien Possessed. Fin des années 1980, le groupe fait partie intégrante de la scène death metal et se popularise à l'international grâce à ses nombreux albums.
Avec Kam Lee (Barney Kamalani Lee), et Rick Rozz (Frederick DeLillo), Schuldiner se lance dans la composition musicale sur cassette audio en 1984,. Ces cassettes, incluant la démo Death by Metal, circulent dans les disquaires internationaux, et aident à la popularisation rapide du groupe. En 1984, Schuldiner met un terme à Mantas et décide de créer un nouveau groupe du nom de Death. Tim Aymar, dans un article mis en ligne en décembre 2010, explique la décision de Chuck Schuldiner quant au nom du groupe ; il décide initialement de faire le deuil de son frère Frank, mort quelques années avant la formation du groupe. Ses membres incluent Rick Rozz et Kam Lee. Une autre démo paraît ensuite, intitulée Reign of Terror.
Chuck part à San Francisco en septembre 1985 recrutant là-bas le batteur Eric Brecht, ex-membre de D.R.I.. Ils avaient dans l'idée de créer le groupe le plus rapide ayant jamais existé. Cependant Chuck se rendit compte que cela ne permettait pas la richesse du style propre à Death, ainsi il rentre en Floride, seul. C'est alors que peu après (en janvier 1986) il est appelé par un groupe de thrash metal de Toronto nommé Slaughter. Celui-ci lui proposa de rejoindre le groupe alors qu'ils allaient enregistrer leur album Strappado. Bien qu'initialement enthousiasmé à l'idée de faire partie d'un vrai groupe, il se rendit vite compte qu'il voulait jouer selon ses idées et ne pouvait pas suivre un leader. Chuck rentra donc à San Francisco et rencontra un batteur prometteur : Chris Reifert. Ils enregistrèrent une nouvelle démo en avril 1986 intitulée Mutilation. Cette démo fut un succès et Combat Records leur proposa d'enregistrer plusieurs albums. En juillet, Chuck et Chris travaillent donc sur leur premier album mais en raison de problèmes techniques, ils n'enregistrent que quelques titres et le projet est déplacé à Hollywood aux Music Grinder Studios. Alors associé au producteur Randy Burns, le groupe ne passe que quelques jours en studio, laissant Randy mixer l'album. Ils rencontrent pendant ce temps le jeune guitariste californien John Hand. Mais celui-ci ne reste pas longtemps dans le groupe (cependant il figure sur la pochette du premier album). Le premier album Scream Bloody Gore, sorti en 1987, est un grand succès ; à ce moment-là, Chuck s'associe au groupe Massacre, en Floride, leur permettant d'effectuer de nombreux concerts.

### Milieu de carrière (1988–1992)
En 1988, le groupe enregistre Leprosy. Après une tournée promotionnelle de l'album, également de courte durée en Europe, Rick Rozz est renvoyé du groupe en 1989. Après une tournée à Mexico aux côtés du guitariste Paul Masvidal, le groupe recrute James Murphy, avec qui ils enregistreront leur troisième album Spiritual Healing à Tampa, Floride, en été 1989. À cette période, Schuldiner abandonne le thème lyrique « gore » pour se lancer dans la critique sociale et dans les mélodies.
En 1990, à la veille d'une tournée européenne, Schuldiner décide de ne pas prendre part au voyage, clamant à la dernière minute que la tournée n'était pas assez bien organisée. Andrews et Butler continuent cette tournée, et recrutent Walter Trachsler (guitare) et Louie Carrisalez (chant) pour remplacer Schuldiner, malgré lui. Schuldiner attaque Butler et Andrews en justice, et les deux sont renvoyés du groupe. Schuldiner abandonne le concept de groupe, et décide de travailler uniquement avec des musiciens de session. Schuldiner engage Steve DiGiorgio et recrute Sean Reinert et Paul Masvidal du groupe underground Cynic. En 1991, Death fait paraître Human, considéré plus technique et progressif que leurs précédents albums. Human est l'album de Death le mieux vendu ; il est bien accueilli par la presse spécialisée et leur premier clip vidéo du titre Lack of Comprehension, réalisé par David Bellino, est régulièrement joué sur la chaîne MTV. De par ses obligations contractuelles avec son groupe Sadus, DiGiorgio est forcé de partir après l'enregistrement de Human, et le nouveau bassiste Skott Carino participe à une longue tournée de Death entre octobre 1991 et mars 1992.
Schuldiner renvoie son manager Eric Greif après Spiritual Healing, mais décide finalement de l'engager de nouveau avant l'enregistrement de Human. Malgré deux poursuites en justice entre Greif et Schuldiner, Schuldiner confie lors d'une entrevue avec Thrash 'n Burn être en « parfaite collaboration » avec Greif : « Nous en avons conclu que c'était débile de se battre tout le temps, s'attaquer mutuellement en justice et toutes ces conneries... » « Fate est intéressant... Oui, nous avons des divergences, mais nous travaillons une nouvelle fois ensemble et, pour moi, Eric est l'homme de la situation », selon Schuldiner au Milwaukee Journal Sentinel.

### Dernières années (1993–2001)
En 1993, Reinert et Masvidal quittent le groupe afin de continuer avec le groupe Cynic, alors qu'ils travaillent sur un nouvel album. Schuldiner, incapable de les persuader autrement, les remplace par le batteur Gene Hoglan du groupe de thrash metal Dark Angel, et le guitariste Andy LaRocque de King Diamond pour l'enregistrement de Individual Thought Patterns. LaRocque étant obligé de remplir son contrat avec son groupe, Schuldiner engage le guitariste Ralph Santolla. Death est incontestablement au pic de sa popularité, et le titre The Philosopher apparaît également dans un épisode de Beavis et Butthead en 1994. Également en 1994, Death laisse tomber son label Relativity, et signe avec Roadrunner Records, leur distributeur européen. En 1995, pour Symbolic, Santolla et DiGiorgio échangent leurs rôles avec les musiciens Kelly Conlon et Bobby Koelble.
Après la sortie de leur septième album, The Sound of Perseverance, le nouveau line-up du groupe se compose des musiciens Richard Christy, Shannon Hamm et Scott Clendenin ; l'enregistrement de The Sound of Perseverance se termine au Morrisound Recording de Tampa, et est distribué par Nuclear Blast en 1998. Après la parution de l'album et deux tournées promotionnelles, Schuldiner met Death de côté afin de se concentrer sur son groupe parallèle Control Denied avec Christy et Hamm. Clendenin est renvoyé en faveur de Steve DiGiorgio, et d'un chanteur underground de power metal nommé Tim Aymar. Schuldiner, ayant achevé le premier album de Control Denied, est diagnostiqué de tumeur cérébrale, forçant le groupe à abandonner ses plans pour une tournée nord-américaine. En travaillant sur le second album de son groupe parallèle, la santé de Schuldiner s'améliore, mais la tumeur cérébrale le laisse dans un état faible. Il contracte une pneumonie et est amené à l'hôpital, puis il retourne chez lui en état incertain le 13 décembre 2001. Une heure plus tard, il meurt, à 34 ans.

### Death to All & Death: DTA (depuis 2012)
En 2012, à l'initiative de Sick Drummer Magazine, un collectif d'anciens membres du groupe décide de rendre hommage à la musique Chuck Shuldiner lors d'une tournée sous le nom de Death to All. La formation du groupe, qui varie d'une tournée à l'autre, comporte les anciens membres de Death Gene Hoglan, Paul Masdival, Sean Reinert, Steve DiGiorgio, Scott Clendenin, Bobby Koelble et Shannon Hamm et de membres d'autres formations tels Matt Harvey (Exhumed), Max Phelps (Cynic), Danny Walker (Exhumed) et Charles Elliott (Abysmal Dawn). En 2013, en conflit avec Sick Drummer Magazine, le groupe se renomme Death: DTA.
Death DTA sera de nouveau en tournée en 2020. Ils seront de retour pour la prochaine édition du Hellfest.

## Discographie
- 1987 : Scream Bloody Gore
- 1988 : Leprosy
- 1990 : Spiritual Healing
- 1991 : Human
- 1992 : Fate: The very Best of Death
- 1993 : Individual Thought Patterns
- 1995 : Symbolic (album)
- 1998 : The Sound of Perseverance
- 2001 : Live in L.A.: Death & Raw

## Membres

### Derniers membres
- Chuck Schuldiner – guitare (1983–2001), chant (1984–2001), basse (1987–1988)
- Shannon Hamm – guitare (1996–2001)
- Scott Clendenin – basse (1996–2001)
- Richard Christy – batterie (1996–2001)

### Anciens membres
- Rick Rozz – guitare (1983–1985, 1987–1989)
- Matt Olivo – guitare (1985)
- Paul Masvidal – guitare (1989, 1990, 1991–1992)
- Albert Gonzalez – guitare (1990)
- James Murphy – guitare (1989–1990)
- Andy LaRocque – guitare (1993)
- Ralph Santolla – guitare (1993)
- Bobby Koelble – guitare (1995)
- Dave Tett – basse (1984)
- Scott Carlson – basse (1985; also vocals)
- Erik Meade – basse (1985)
- Terry Butler – basse (1987–1990)
- Steve DiGiorgio – basse (1986, 1991, 1993–1994 (sur les démos de Symbolic), 1997–1998 (démos de The Sound of Perseverance ))
- Kelly Conlon – basse (1995)
- Kam Lee – batterie (1983–1985) vocals (1983–1984)
- Eric Brecht – batterie (1985)
- Chris Reifert – batterie (1986–1987)
- Bill Andrews – batterie (1987–1990)
- Sean Reinert – batterie (1991–1992)
- Gene Hoglan – batterie (1993–1995)